# Neferkamin Anu
Neferkamin Anu (alternativt Neferkamin II) var en farao i Egyptens åttonde dynasti under första mellantiden. Namnet återfinns endast i Abydoslistan där både Neferkamin och Anu (som troligen var regent- och födelsenamnen) är skrivna tillsammans i en kartusch.